# Canton de Capesterre-Belle-Eau
Le canton de Capesterre-Belle-Eau est une circonscription électorale française située dans le département et région de la Guadeloupe.

## Histoire
Le canton de Capesterre-Belle-Eau est supprimé par le décret no 85-131 du 29 janvier 1985 créant les cantons de Capesterre-Belle-Eau-1 et Capesterre-Belle-Eau-2.
Un nouveau découpage territorial de la Guadeloupe entre en vigueur à l'occasion des premières élections départementales suivant le décret du 24 février 2014. Les conseillers départementaux sont, à compter de ces élections, élus au scrutin majoritaire binominal mixte. Les électeurs de chaque canton élisent au Conseil départemental, nouvelle appellation du Conseil général, deux membres de sexe différent, qui se présentent en binôme de candidats. Les conseillers départementaux sont élus pour 6 ans au scrutin binominal majoritaire à deux tours, l'accès au second tour nécessitant 12,5 % des inscrits au 1er tour. En outre la totalité des conseillers départementaux est renouvelée. Ce nouveau mode de scrutin nécessite un redécoupage des cantons dont le nombre est divisé par deux avec arrondi à l'unité impaire supérieure si ce nombre n'est pas entier impair, assorti de conditions de seuils minimaux. Dans la Guadeloupe, le nombre de cantons passe ainsi de 40 à 21. Le canton de Capesterre-Belle-Eau est recréé par ce décret.
Il est formé d'une commune issue des anciens cantons de Capesterre-Belle-Eau-1 et Capesterre-Belle-Eau-2. Il est entièrement inclus dans l'arrondissement de Basse-Terre. Le bureau centralisateur est situé à Capesterre-Belle-Eau.

## Représentation

### Conseillers généraux de 1955 à 1985
| Période | Période      | Identité                     | Étiquette | Qualité                                                                 |
| ------- | ------------ | ---------------------------- | --------- | ----------------------------------------------------------------------- |
| 1955    | 1976 (décès) | Paul Lacavé                  | PCG       | Pharmacien Maire de Capesterre-Belle-Eau (1945-1976) Député (1967-1973) |
| 1976    | 1983         | Alexius de Lacroix           | DVG       | Maire de Capesterre-Belle-Eau (1977-1983)                               |
| 1983    | 1985         | Gérard Lauriette (1922-2006) | DVG       | Instituteur Maire de Capesterre-Belle-Eau (1983-1989)                   |

### Représentation depuis 2015
| Période élective | Période élective | Mandat | Mandat   | Identité                      | Nuance | Nuance | Qualité |
| ---------------- | ---------------- | ------ | -------- | ----------------------------- | ------ | ------ | --- |
| 2015             | 2021             | 2015   | 2021     | Manuelle Avril                |        | DVG    | Agent de la collectivité départementale, ancienne Conseillère régionale (2004-2010) Capesterre-Belle-Eau     |
| 2015             | 2021             | 2015   | 2021     | Hugues-Philippe Ramdini       |        | PS     | Chargé d'affaires, expert à EDF Conseiller régional depuis 2010 Conseiller municipal de Capesterre-Belle-Eau |
| 2021             | 2028             | 2021   | en cours | Jean-Philippe Courtois        |        | DVG    | Technicien, maire de Capesterre-Belle-Eau, membre du GUSR                                                    |
| 2021             | 2028             | 2021   | en cours | Danielle France-Lyse Minatchy |        | DVG    | Commerçante à Capesterre-Belle-Eau, membre du GUSR                                                           |

### Résultats détaillés

#### Élections de mars 2015
À l'issue du 1er tour des élections départementales de 2015, deux binômes sont en ballottage : Manuelle Avril et Hugues-Philippe Ramdini (PS, 33,36 %) et Eddy Claude-Maurice et Béatrice Hatilip (DVD, 29,26 %). Le taux de participation est de 43,55 % (6 687 votants sur 15 355 inscrits) contre 44,45 % au niveau départemental et 50,17 % au niveau national.
Au second tour, Manuelle Avril et Hugues-Philippe Ramdini (PS) sont élus avec 65,64 % des suffrages exprimés et un taux de participation de 54,42 % (4 568 voix pour 8 356 votants pour 15 355 inscrits).

#### Élections de juin 2021
Le premier tour des élections départementales de 2021 est marqué par un très faible taux de participation (33,26 % au niveau national). Dans le canton de Capesterre-Belle-Eau, ce taux de participation est de 34,03 % (5 301 votants sur 15 577 inscrits) contre 30,59 % au niveau départemental. À l'issue de ce premier tour, deux binômes sont en ballottage : Jean-Philippe Courtois et Danielle France-Lyse Minatchy (DVC, 59,2 %) et Nicole Padou et Hugues Dit Philippe Ramdini (DVG, 12,34 %).
Le second tour des élections est marqué une nouvelle fois par une abstention massive équivalente au premier tour. Les taux de participation sont de 34,36 % au niveau national, 37,59 % dans le département et 39,31 % dans le canton de Capesterre-Belle-Eau. Jean-Philippe Courtois et Danielle France-Lyse Minatchy (DVC) sont élus avec 79,88 % des suffrages exprimés (4 491 voix pour 6 127 votants et 15 586 inscrits),,. 

## Composition

### Composition avant 1985
Le canton de Capesterre-Belle-Eau ne comprenait que la commune de Capesterre-Belle-Eau.

### Composition depuis 2015
Le canton comprend une commune entière.
| Nom                                          | Code Insee | Intercommunalité     | Superficie (km2) | Population (dernière pop. légale) | Densité (hab./km2) | Modifier                                    |
| -------------------------------------------- | ---------- | -------------------- | ---------------- | --------------------------------- | ------------------ | ------------------------------------------- |
| Capesterre-Belle-Eau (bureau centralisateur) | 97107      | CA Grand Sud Caraïbe | 103,30           | 17 882 (2022)                     | 173                | modifier les données · modifier les données |
| Canton de Capesterre-Belle-Eau               | 97107      |                      |                  | 17 882 (2022)                     |                    | modifier les données                        |

## Démographie
En 2022, le canton comptait 17 882 habitants, en évolution de −5,5 % par rapport à 2016 (Guadeloupe : −2,67 %, France hors Mayotte : +2,11 %).
| 2013   | 2018   | 2022   |
| ------ | ------ | ------ |
| 19 201 | 18 131 | 17 882 |